# フォート・ネグリー
フォート・ネグリー (Fort Negley) は、南北戦争時にアメリカ合衆国テネシー州ナッシュビルのダウンタウンから約2-マイル (3.2 km) 南に建設された要塞。南北戦争において国内最大の陸上要塞であった。

## 歴史
アメリカ連合国（南軍）はテネシー川流域のフォート・ヘンリーとカンバーランド川流域のフォート・ドネルソンを進路に取ろうとしたが、1862年2月、南軍兵士たちはナッシュビルを守るためにこれ以上尽力することは無意味だと考え、これ以上戦うことを断念した。即座に北軍が占拠し、迅速に防御の準備を開始した。ナッシュビル南部に最大の要塞として石灰岩による星型のフォート・ネグリーが建設された。要塞の建設はジェイムス・セント・クレア・モートン大尉の監督で行われた。この要塞は62,500立方フィートの岩、18,000立方フィートの土を用い、130,000ドルをかけて建設された。主にナッシュビルに集まっていた解放された奴隷（女性を含む）および強制的に徴兵された黒人たちがこの建設作業を行なった。記録によると公式に2,768名の黒人がこの建設作業を行なっていた。この建設の期間に600-800名が亡くなり、たった310名が給料を得た。この要塞は北軍のジェイムス・S・ネグリー大将に因み名付けられた。
1864年12月にナッシュビルの戦いがついに開幕し、フォート・ネグリーよりはるか南で最大の戦闘が行なわれたため、フォート・ネグリーが実際の戦闘で使われることはなかった。その後間もなく、フォート・ネグリーは放置され廃墟となったが、長年木々に守られていたためその外郭は容易に識別することができた。レコンストラクション時代、この地はクー・クラックス・クランの会合に使用された。

## 保全
1930年代、公共事業促進局 (WPA) はフォート・ネグリーの大規模な修復を計画した。しかしこの計画がほぼ完成した頃、アメリカ合衆国は第二次世界大戦に参戦したため労働力、資金および人々の興味も減少し、歴史的要塞として再開することができなくなってしまった。戦後も放置され続け、ヴァンダリズムの地および犯罪の温床となってしまい、出入口は封鎖されて森林地帯に戻っていった。しかし周辺の土地開発が進み、隣に野球およびソフトボールの球場ができ、後にマイナーリーグの野球場であるハーシェル・グリア・スタジアムとなった。ナッシュビル子供博物館の新施設としてカンバーランド科学博物館（現アドベンチャー・サイエンス・センター）が球場と逆側の坂の上に建てられた。球場および博物館の来場者の多くは、入場不可能な木々に覆われた丘があることに気付くことができた。
会議と交渉が数年続き、2000年代初頭、約10年をかけて十分な資金を集めて他の修復事業と共に歴史的保護区として修復され、2004年12月10日、数十年ぶりに一般公開された。他の都市で同様な施設が経済効果を生んでいたことから、この計画は進んでいった。この修復はより南北戦争時代の状態に近付けるものではなく、遺跡として保護し、木々を除去して通行可能および可視化し、崩れた岩を元に戻し、現在は元の要塞とWPAによる修復の合作となっている。2007年、100万ドルを投じて観光案内所を建設した。また更なる修復が計画されている。